# Rueda de casino
La rueda de casino è una forma di ballo sociale, al contempo di coppia e di gruppo (più coppie disposte a formare un grande cerchio -la rueda per l'appunto), che si esegue in uno stile di ballo che corrisponde ad una versione rinnovata del son, sviluppatasi nei decenni tra la fine degli anni '50 e i primi anni '80 a Cuba: il baile de casino. Al di fuori di Cuba, è la versione totalitaria del ballo della salsa, e il suo nome indica chiaramente in che stile andrebbe ballata.

## Caratteristiche
Fuori dall'isola che l'ha visto nascere, generalmente il ballo in rueda assume toni più scanzonati e meno tecnici rispetto al ballo in coppia singola: molte figure sono, infatti, sberleffi, prese in giro, allusioni sessuali, finte punizioni e amenità varie, realizzate tra il divertimento generale di tutti i ballerini. All'interno di Cuba, al contrario, la rueda de casino prese piede grazie al rinnovamento, in veste maggiormente dinamica, di quei generi di ballo come il son ed il chacha-chá, che negli anni '50 si ballavano nei club sportivi e nei circoli ricreativi per bianchi (successivamente anche per mulatti e afroamericani; il più in voga all'epoca era il Club Casino Deportivo), sulla musica suonata dalle migliori band nazionali (fra le altre, il Conjunto Casino) ed interpretata dai migliori ballerini. Come tale, essa è nata, si è sviluppata ed è tuttora almeno in parte, una forma di ballo prevalentemente per virtuosi: non a caso sono richiesti, oltre -ovviamente- alla capacità di ballare casino, una buona dose di prontezza, agilità e spirito d'adattamento, ma anche memoria coreografica e visione d'insieme.
La caratteristica principale della rueda è di essere, almeno in parte, un ballo coreografico: sebbene tanto le basi, quanto le varie evoluzioni, siano quelle del casino, tutti i partecipanti devono conoscere ed essere in grado di eseguire -o, quantomeno, copiare all'istante- le figure che vengono di volta in volta "chiamate" da uno dei ballerini , ossia colui che assume il ruolo di cantante (capo rueda); di solito trattasi del più esperto, o di quello maggiormente dotato di creatività e capacità nel dirigere gli altri partecipanti. Se da un lato è possibile risalire ad un nome comunemente accettato per la gran parte delle figure più semplici utilizzate sia a Cuba che nel mondo intero, dall'altro è anche vero che ognuno tende ad attribuire a ciascuna un nome differente, oppure ad inventarne di proprie ex-novo: questo comporta purtroppo una certa confusione e, in alcuni casi, esclusività.
Una caratteristica molto positiva della rueda de casino è sicuramente lo straordinario effetto di socializzazione che può avere: cambiare frequentemente partner durante il ballo, dal momento che le coppie si smembrano e si riformano in continuazione, offre la possibilità di far ballare tutti gli uomini con tutte le donne, anche se per brevi istanti.
La musica su cui ballare la rueda de casino, tenuto conto delle sue origini, è indubbiamente tutta la musica cubana contemporanea sulla quale si balla casino, quindi prevalentemente quella che prende origine dal son, senza eccessive contaminazioni, e che oggi viene con leggerezza definita salsa cubana. Un po' per ignoranza, un po' oramai per moda, fuori dall'isola si tende invece a ballarla principalmente su brani più orecchiabili -e spesso di indubbia natura commerciale-, noti come salsatón e timbatón, aventi un ritmo ed un'andatura più movimentati e allegri, probabilmente perché ritenuti più adeguati allo spirito del ballo, che prevede un approccio dinamico, scherzoso ed ammiccante di tutti i partecipanti.